# Kyjov (district de Stará Ľubovňa)
Pour les articles homonymes, voir Kyjov.
Kyjov est un village et une commune du district de Stará Ľubovňa, dans la région de Prešov, en Slovaquie.

## Histoire
La première mention écrite du village date de 1390.

## Démographie

### Évolution de la population
| Année:               | 1994. | 2004.   | 2014.   | 2024.   |
| -------------------- | ----- | ------- | ------- | ------- |
| Nombre de personnes: | 716   | 767     | 759     | 740     |
| Différence:          |       | +7,12 % | -1,04 % | -2,50 % |

| Année:               | 2023. | 2024.   |
| -------------------- | ----- | ------- |
| Nombre de personnes: | 733   | 740     |
| Différence:          |       | +0,95 % |